# جیمز کارنی (دوچرخه‌سوار)
جیمز کارنی (انگلیسی: James Carney؛ زادهٔ ۲۹ نوامبر ۱۹۶۸) دوچرخه‌سوار اهل ایالات متحده آمریکا است. وی در بازی‌های المپیک تابستانی ۱۹۹۲ و ۲۰۰۰ شرکت کرده است.